# 故国壤王

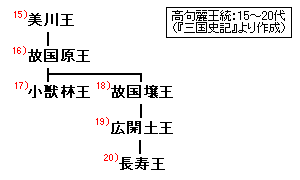
三国史记中的高句丽世系

故国壤王（？—391年），名高伊连、高于只支，高句丽第18代国王，小兽林王之弟。高句丽著名领袖好太王之父，于公元384－391年在位。乘淝水之战后，中原大乱，多次进攻辽东和百济控制的乐浪, 带方故地。故国壤王时期，佛教被定为高句丽国教（据《三国史记》：故国壤王“九年（392）三月，下教，崇拜佛法，求福”，国王以政令形式要求国人信奉佛教，这标志着佛教正式成为高句丽“国教”）。
| 前任： 小兽林王 | 高句丽君主 384年-391年 | 繼任： 广开土好太王 |